# Социальная облигация
Социальная облигация (проект социального воздействия) (англ. Social Impact Bond) — финансовый инструмент, многосторонний контракт, в котором выплаты, обычно со стороны правительства, первоначальным инвесторам увязаны с достижением финансируемыми ими организациями определённых счётных целей по решению социальной проблемы.
Организацией выпуска социальных облигаций (подготовкой и подписанием контракта, созданием и обслуживанием финансового инструмента) обычно занимается независимая организация — (социальный) провайдер.
Социальные облигации позволяют инвесторам участвовать в решении социальных проблем и, в случае успешности, получить финансовый доход.
Инструмент не является традиционной облигацией в узком смысле и характеризуется отсутствием практически всех её признаков.
Социальные облигации по своим признакам больше похожи на сложный структурированный продукт.
В случае недостижения целевых результатов и при отсутствии дополнительных механизмов возврата (по классической схеме) инвесторы теряют все вложенные средства.
В России инструмент social impact bond реализуется в формате проектов социального воздействия согласно Постановлению Правительства № 1491 от 21.11.2019"Об организации проведения субъектами Российской Федерации пилотной апробации в 2019—2024 годах проектов социального воздействия". Государственная корпорация ВЭБ.РФ в соответствии с постановлением Правительства РФ выполняет функцию оператора проектов социального воздействия в России на всем протяжении их пилотной апробации до 2024 года.

## Терминология
Проекты выпуска социальных облигаций (англ. social bonds) могут фигурировать под следующими названиями:
- Social Impact Bond (SIB) — облигации социального воздействия.
- Pay for Success Bond (PSB) — плата за успех, облигации с оплатой за успех и т. п. (особенно в США[7]).
- Social Benefit Bond (SBB) — облигации социального успеха (например, в Австралии[8]).
- Payment by results (PbR) — плата за результат, оплата за результат и т. п. (чаще в качестве более широкой характеристики инструментов, к которым относят, в том числе, и социальные облигации).

В качестве разновидности (модификации) SIB для развивающихся рынков создаются Development Impact Bond (DIB) — облигации развивающего воздействия, облигации для ускоренного развития и т. п.

## Описание

### SIB
По договору социальной облигации:

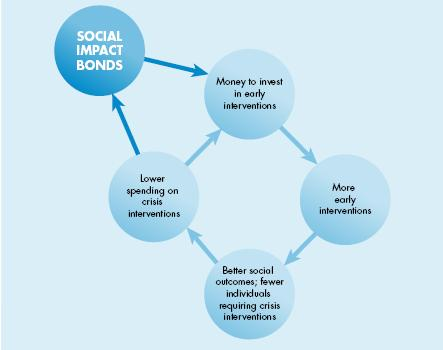
Бизнес-процесс социальной облигации

- государство, международная, либо любая другая организация обязуется за свой счёт выплатить определённую сумму денег[10] инвесторам в случае, если заранее определённый счётный показатель, характеризующий социальную проблему, достигнет заданного уровня по данным независимого оценщика за определённый срок;
- первоначально полученные от инвесторов средства, через провайдера сделки поступают организациям, занимающимся решением этой социальной проблемы и полностью расходуются на заявленные цели.

Таким образом в договоре социальной облигации участвуют как минимум пять сторон:
- плательщик по обязательствам в случае достижения заданных результатов (обычно государство или его агенты);
- инвесторы (доноры, спонсоры);
- провайдер (организатор сделки, управляющий/управляющая компания, иногда в некоторой мере эквивалент эмитента или андеррайтера);
- организации, решающие социальную проблему;
- независимый оценщик (иногда неявным образом, как составитель определённых статистических данных).

Решающие социальную проблему организации и независимые оценщики обычно не несут финансовых обязательств по контракту.
Большая часть рисков лежит на инвесторах, которые могут потерять всю вложенную сумму в случае, если желаемых целей достигнуть не удастся.
Различные некоммерческие, общественные, благотворительные организации и организации социального предпринимательства принимают участие в этой схеме в любом качестве.
Инвесторами зачастую выступают инвестиционные и некоммерческие фонды, трасты и банки.
В качестве плательщика по обязательствам в случае достижения целей чаще всего выступают государство, его агентства, ведомства, учреждения и созданные государствами образования.

### DIB

Развитые экономики
Развивающиеся экономики (среднее развитие)
Развивающиеся экономики (слабое развитие)Классификация МВФ и ООН

DIB является одной из модификаций SIB, с адаптацией на социальные проблемы развивающихся стран.
В этом случае в качестве плательщика за достигнутый результат чаще всего выступает внешнее агентство или международная организации.
Правительство страны, на территории которой решается социальная проблема, может выступать в качестве координатора и участвовать в подборе местных исполнителей и независимых оценщиков достижения поставленной социальной цели, либо само выступать одной из сторон сделки.

### Модификации
В классической схеме социальной облигации может присутствовать дополнительный участник — гарант, который ограничивает риски первоначальных инвесторов и обязуется выплатить им определённую сумму (обычно незначительно меньше вложенной) в любом случае — то есть независимо от достижения результатов.

## История

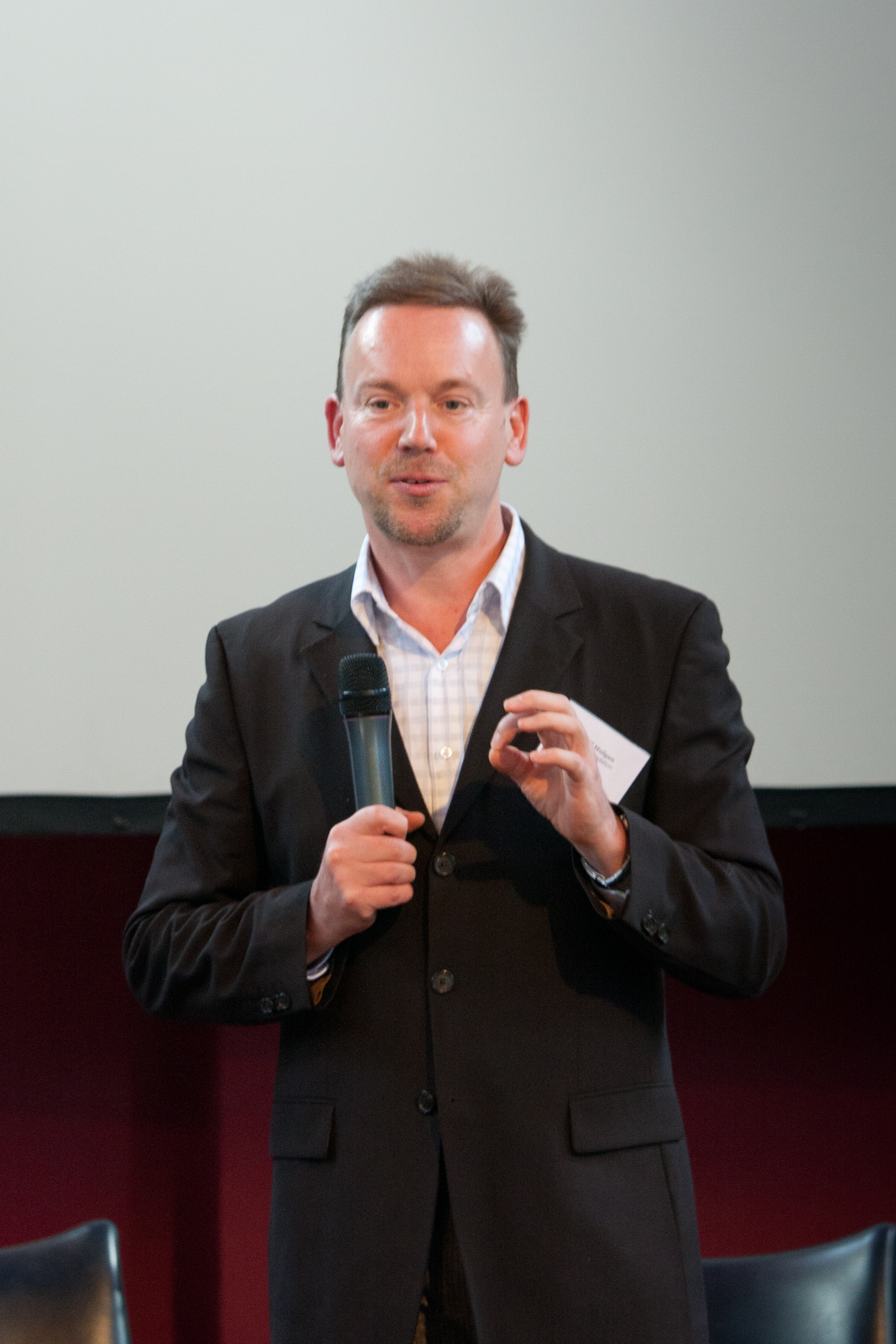
Малган, Джефф

Идея социальных облигаций разрабатывалась рядом учреждений и физических лиц в попытке разрешить парадокс, состоящий в том, что решение социальных проблем экономит государственные деньги, но при этом сложно найти средства и стимулировать эту деятельность.
В Великобритании решением этой задачи занималась специальный совет Премьер-министра, который предлагал альтернативное финансирование работы в социальной области начиная с 2007 года
Термин социальная облигация был введён в обиход исполнительным директором Young Foundation Джеффом Малганом.
Первый контракт по выпуску облигаций социального воздействия был подписан Министерством юстиции Великобритании 18 марта 2010 года.
Управляющая компания Social Finance UK привлекла 5 млн фунтов стерлингов в программу реабилитации вышедших на свободу из частной тюрьмы английского города Питерборо.
Официальный запуск программы состоялся в сентябре того же года.
Подробнее о проекте.
В Австралии о программах социальных облигаций на государственном уровне заговорили в 2010 году.
В феврале 2011 году SIB упоминается в Государственной стратегии развития социальных инвестиций Великобритании.
Тогда же президент США Барак Обама объявил о выделении в 2012 году из бюджета 100 млн долларов США на запуск пилотных схем облигаций социального воздействия.
В мае 2011 года запущены два инновационных фонда Министерства труда и пенсий Великобритании (DWP) для поддержки проектов социального инвестирования, направленного на реабилитацию незащищённой молодёжи.
В ноябре 2011 года Большой фонд Британской национальной лотереи инвестирует 6 млн фунтов стерлингов в программу «Следующие шаги», являющуюся прототипом SIB.
В январе 2012 года Школа Кеннеди Гарвардского университета создала компанию Instiglio — первый специализированный посредник для развития SIB и DIB в развивающихся странах.
В апреле 2012 года запущен проект «Капитал большого общества», миссией которого является развитие социального инвестирования.
В июне 2012 года Великобритании создан «Центр передового опыта в сфере применения социальных облигаций» (англ. Social Impact Bond Centre of Excellence).
В августе 2012 года Массачусетс (США) стал первым штатом использующим конкурентный процесс закупок социальных услуг, направив на эти цели 50 млн долларов США.
В июне 2013 года в Великобритании создан специализированный фонд Social Outcomes Fund, целью которого является достижение устойчивых результатов для общества с помощью социальных облигаций.
Министерством труда и пенсий Великобритании, через специально созданный инновационный фонд, запущены 10 SIB.

## Первый проект социального воздействия в России
Проект социального воздействия «Повышение образовательных результатов учащихся Республики Саха (Якутия)» реализуется по инициативе ВЭБ.РФ при поддержке Правительства Республики Саха (Якутия). Проект стартовал в июне 2019 года, став одним из мероприятий по достижению целей нацпроекта «Образование», в нем участвуют около 5 тысяч учащихся и свыше 700 учителей из 27 школ муниципального района «Хангаласский улус».
ВЭБ.РФ в соответствии с постановлением Правительства РФ выполняет функцию оператора проектов социального воздействия в России на всем протяжении их пилотной апробации до 2024 года.
«Механизм проектов социального воздействия соединяет в себе частную инициативу, привлечение внебюджетных инвестиций и самое главное — нацеленность на конкретный эффект. Это — новые технологии решения социально значимых задач. Образовательный проект в Якутии стал первым в России проектом социального воздействия, его цель — повышение образовательных результатов учащихся на 10 %, а также результатов на школьных олимпиадах. Мы ожидаем активного вовлечения регионов в реализацию подобных проектов. При реализации проектов в социальной сфере важен не сам факт оказания услуги, а достигаемые конкретные изменения и социальные эффекты», — отметила заместитель председателя ВЭБ.РФ Светлана Ячевская.
Исполнителем проекта определен Национальный исследовательский университет «Высшая школа экономики», ведущие эксперты которого в ходе реализации проекта осуществляют дополнительную подготовку учащихся в очной и дистанционной форме, управленческих команд и педагогов, способствуют созданию профессиональных обучающихся сообществ школ и развитию культуры управления на основе данных. В реализацию проекта вовлекаются не только учащиеся, педагоги, руководители школ и муниципального образования, но также родители и местное сообщество.
Важным условием проекта является создание такой модели, чтобы после его завершения учителя и управленцы на местах смогли самостоятельно развивать свою систему образования, применяя свой опыт и привнесенные инновации. Поэтому опора на местный кадровый потенциал — один из основных принципов проекта. Мероприятия реализуются в тесном взаимодействии с лучшими специалистами и центрами компетенций Хангаласского улуса и Республики Саха (Якутия).
В первый год реализации проекта в учебных и просветительских мероприятиях приняли участие более 900 человек, включая родителей, учеников 7 и 9 классов, директоров и учителей; проведен мониторинг индивидуального академического прогресса школьников по русскому языку и математике; организовано тестирование обучающихся 4, 6, 7 и 8 классов, каждому учителю и школьнику были подготовлены рекомендации по улучшению образовательных результатов. Также было проведено тестирование всех учителей. Разработан аналитический «Паспорт школы».
Организатор проекта — Фонд развития Дальнего Востока и Арктики (входит в группу ВЭБ.РФ) — предоставляет исполнителю (Национальный исследовательский университет «Высшая школа экономики») не менее 60 млн рублей на реализацию проекта. В случае достижения эффекта в 2022 году заказчик проекта (Минобрнауки Республики Саха (Якутия) выплатит организатору проекта грант в форме субсидии в размере 68 млн рублей.

## Зарубежные проекты социального воздействия

### Тюрьма Питерборо (SIB)

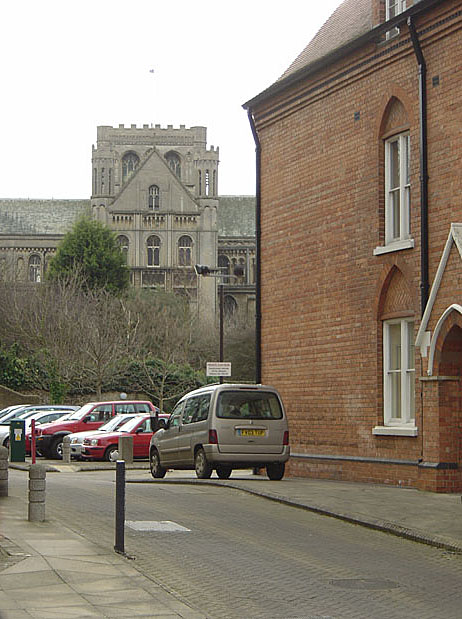
Питерборо

В 2007—2010 годах британская компания Social Finance UK разработала первый проект облигаций социального воздействия (SIB) по реабилитации вышедших на свободу заключённых частной тюрьмы английского города Питерборо.
На проработку проекта потребовалось 29 месяцев, включая 11 месяцев на обсуждение показателей успеха.
По статистике, 60 % вышедших на свободу совершают повторные преступления и вновь попадают за решётку.
Таким образом общество подвергается риску, а государство вынуждено финансировать пребывание преступников под стражей.
Получаемая от государства помощь, по мнению экспертов, слишком мала, для того, чтобы предотвратить рецидивы их преступного поведения.
Центры, консультирующие бывших правонарушителей, разработали для них образовательные программы и даже проекты строительство жилья (англ. One Service).
Среди организаций, занимающихся реабилитацией, опытные организации социального сектора, такие как Фонд Св. Джайлса, семейный Фонд Ормистонов по поддержке семьи и детства (англ. The Ormiston Children and Families Trust) и YMCA.
По их гипотезе, реабилитирующие программы должны были заметно снизить количество рецидивов, однако они нуждались в финансировании.
Министерством юстиции Великобритании и Большой фонд Британской национальной лотереи согласились выступить плательщиком по SIB, если через 6 лет число повторных преступлений вышедших на свободу снизится более, чем на 7,5 %.
Если организациям, работающим с заключёнными удастся превысить этот уровень, инвесторы получают доход в размере до 13 % годовых после истечения восьмилетнего периода.
Например, при снижении рецидивов на 10 %, инвесторы могут рассчитывать на 7,5 % годовых.
Средства на выплату образуются из сэкономленных на содержание преступников денег и социальных программ Лотереи.
В марте 2010 года было подписано соглашение, а в сентябре проект стартовал.
Social Finance UK удалось привлечь в проект 5 млн фунтов стерлингов, выделяемых раз в 6 лет, от 17 социальных инвесторов.
Средства пошли на работу с 3 000 бывшими заключёнными тюрьмы Питерборо, приговорёнными к краткосрочным срокам — менее 12 месяцев.
По первоначальным оценкам после выполнения мероприятий по первому траншу рецидивы преступность должны были снизиться на 10 %.
Однако результаты оказались скромнее и составили 8,4 %.
Тем не менее, они оказались достаточными для перевода инвесторам «ранних выплат» и радужных ожиданий относительно второго и третьего транша.
Однако Министерство юстиции Соединённого Королевства решило отказаться от SIB в пользу масштабной программы «Модернизация реабилитации» (англ. Transforming Rehabilitation).
Эта программа перенимает американский опыт заключения государственных контрактов с НКО на «условиях оплаты за эффективное оказание услуг» (англ. perfomance-based contracting).
Программа выглядит аналогичным образом — решающие социальную проблему организации получают возмещение расходов в случае выхода на определённые показатели.
Однако из схемы исключаются социальные инвесторы и провайдеры, организующие схему.
Хотя сторонники SIB не довольны сворачиванием проекта и настаивают на его завершении, чиновники апеллируют к значительному снижению накладных расходов при осуществлении масштабной национальной программы.
Тем не менее, первая экспериментальная программа в сфере профилактики рецидивной преступности, организованная компанией Social Finance UK, получила высокую оценку от ведущих организаций, системно занимающихся решением социальных проблем и правительств нескольких стран.
По результатам была создана международная группа, куда вошли Агентство США по международному развитию (USAID), Шведское агентство международного сотрудничества и развития (SIDA), Министерство международного развития Великобритании (DFID), Всемирный банк, Фонд Билла и Мелинды Гейтс, Фонд Рокфеллера, Сеть Омидьяра и ряд других организаций.
Сеть Омидьяра предоставила грант для организации встреч рабочей группы в размере 800 000 долларов США.

### Лечение сонной болезни в Уганде (DIB)

Жизненный цикл возбудителя сонной болезни trypanosoma brucei

9 млн человек в Уганде входят в группу риска заражения Родезийской формой сонной болезни, которую трудно диагностировать, дорого лечить и она зачастую приводит к летальному исходу.
Источником заболевания является муха цеце, переносчиком — крупный рогатый скот.
Из-за миграции последнего ареал болезни распространился с юго-востока станы на другие регионы.
Для профилактики заражения были разработаны эффективные методики для мониторинга и лечения крупного рогатого скота, а также регулярной обработки инсектицидами районов распространений мухи цеце и животных.
Необходимые инвестиции для решения проблемы от 20 до 30 млн долларов США решено было найти с помощью выпуска DIB.
В регион для реализации программы предполагается включить 50 районов Уганды, из которых 32 с большим и 18 со средним риском заражения крупного рогатого скота.
Критерии достижения результатов для выплат инвесторам по DIB:
1-3 годы: из выборки в 8 миллионов коров здоровыми должны быть в 1-й год более 65 % животных, в 3-й — 85 %.
4-8 годы: снижение статистики заболеваемости среди жителей Уганды не менее чем на 80 тыс. человек.
В консультационный и наблюдательный совет по данному проекту вошли следующие организации: OCTU/UTTC, Makerere University Uganda, CEVA, University of Edinburgh, IK Investment Partners/ IKARE.
Правительству Уганды отведена функция контроля и сбора данных об успешности программы.
На 2015 год проект находился на стадии разработки.

### Начальное и среднее обучение в Пакистане (DIB)

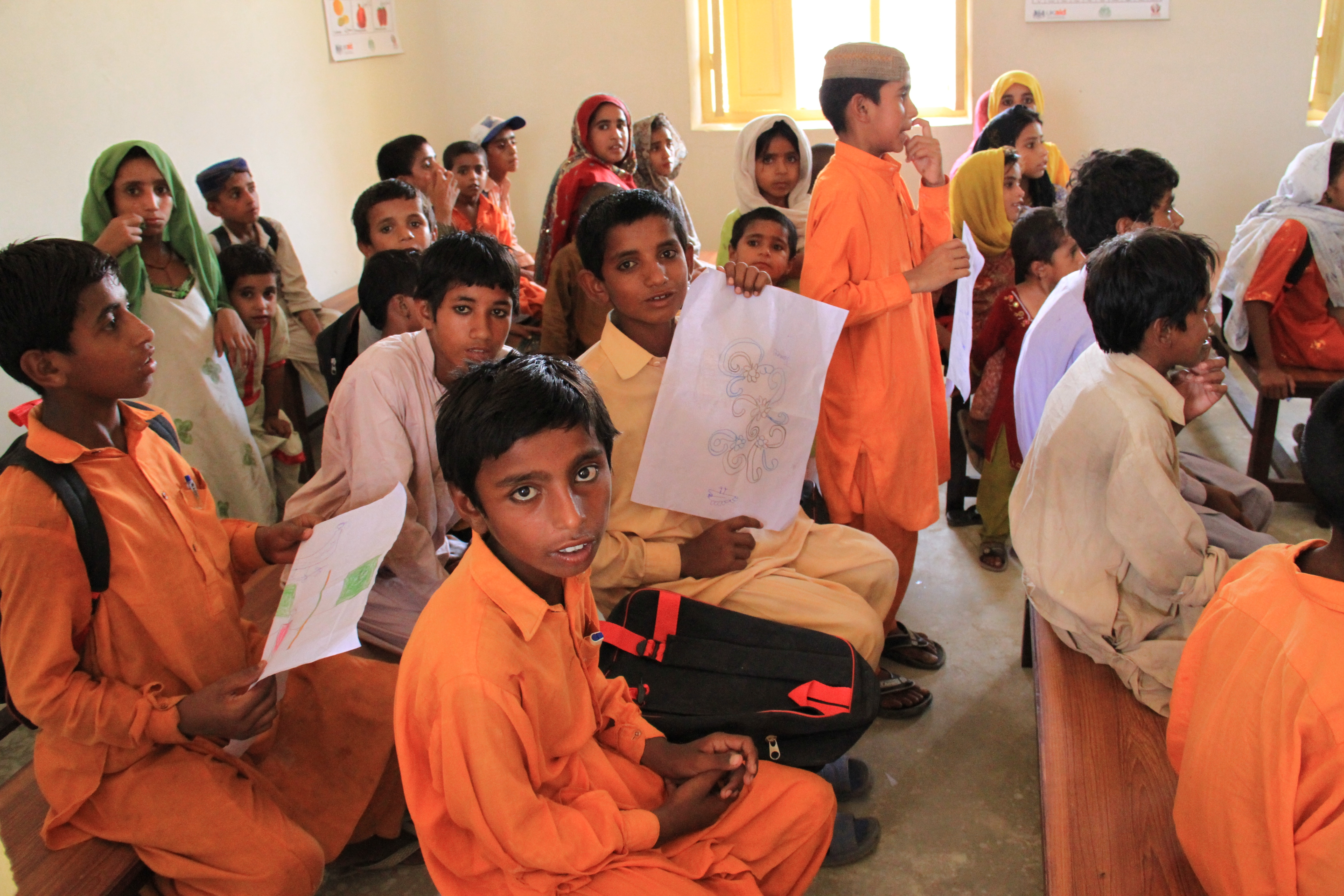
Начальная школа в Пакистане

10 % детей не посещающих начальную школу в соответствующем возрасте приходится на Пакистан.
В то же время в Пакистане наблюдается рост числа дешёвых частных школ, которые предпочитают родители.
При цене от 2 до 20 долларов США за ученика в месяц они показывают рентабельность в 10-20 %.
Расходы государственных школ на образование в Пакистане в расчёте на единицу качественных показателей (выпускники, сдавшие тесты не ниже определённого бала) в 3 раза выше, чем у частных.
Предложено было разместить DIB на 25 млн долларов США для значительного финансирования развития частных школ в южных сельских районах штата Пенджаб.
Критерии достижения социальных результатов для цели выплаты по DIB:
- создание 175 000 новых мест для обучения в начальной и средней школах со средними расходами на ученика в размере 143 доллара;
- не менее 67 % учеников должны успешно сдать квалификационный тест по окончании школы.

Организатором (эмитентом) DIB выступит основанный в 1991 году негосударственный Punjab Education Foundation (PEF).
Плательщиками за результат станут правительство штата Пенджаб, Всемирный банк и Министерство международного развития Великобритании (DFID).
На 2015 год проект находился на стадии разработки.

## Оценки

### Положительные
Социальные облигации позволяют привлечь масштабные не свойственные сектору инвестиции для получения более значительных социальных результатов.
Государство (плательщик) производит выплаты только при достижении результата, при этом оно не рискует бюджетными средствами.
Таким образом достигаются цели потенциальной экономии и возможности софинансирования.
Социальные облигации обеспечивают оборотным капиталом поставщиков социальных услуг и ведут к увеличению числа подобных организаций, предоставляют возможность поддержки инновационных идей, улучшают предсказуемость и качество предоставляемых услуг, образуют более эффективное партнёрство между сторонами.
Они стимулируют инновации в сфере услуг, перемещая акцент с краткосрочных результатов (англ. outputs) на долгосрочные изменения (англ. outcomes).
Социальные инвесторы получают объективные показатели затраченных ресурсов и, в случае правильного выбора и оценки программ, возвратность и высокий доход на вложенный капитал.
Провайдеры, организующие социальные облигации, получают возможность выхода на государственные контракты для решения целевых для них социальных проблем.

### Критические
Социальные облигации являются новым, «высокоакадемичным», неустоявшимся инструментом, с неоднородностью оценки перспектив.
Исполнители и заказчики зачастую не понимают, как работает схема SIB, и не в состоянии реализовать инициативу без привлечения консультантов.
Благотворительные организации-исполнители, не привыкли к объективному подтверждению эффективности своей деятельности, поэтому инфраструктура в этой области не развита и требуются значительные усилия на сбор данных и формирования достоверных сведений, подтверждающих достоверность достигнутых социальных результатов.
Выпуски социальных облигаций требуют тщательной, затратной по времени и средствам разработки, а также множества согласований со всеми участниками процесса.
Подвергается сомнению абсолютная эффективность использования социальных облигаций, так как затраты из одной части социального сектора могут перетечь в другой (например, снижение рецидивов для бывших заключённых и расходов на тюрьмы, может обернуться повышением расходов на пособия на свободе).
Социальные облигации критикуют за излишнюю «механизацию» социального сектора и недооценки «взаимной инклюзивности» процессов.
Вызывает сомнение, что при объединении малых организаций для привлечения крупных контракторов, они смогут вернуться к решению узких задач в своей области.
Подвергается сомнению факт привлечения новых средств в область решения общественных проблем с помощью социальных облигаций, так как в результате выплаты идут из бюджета и должны быть в нём заложены.
Представители правительств, досадуют, что могут лишиться рычагов влияния и контроля.
Политика государств в этой области до конца не определена.
Некоторые эксперты считают схему идеологически неправильной.
Так, почётный профессор Университета Цинциннати Марк Розенман (англ. Mark Rosenman) отметил: «Я не считаю рынок злом, но в ситуации, когда мы подменяем ответственность правительства инвестициями, позволяющими частным лицам или компаниям получать прибыль, мы совершаем большую ошибку».